# Sumerta Kaja
Sumerta Kaja is een bestuurslaag in het regentschap Denpasar van de provincie Bali, Indonesië. Sumerta Kaja telt 8330 inwoners (volkstelling 2010).